# Lidija Dimkovska
Lidija Dimkovska (en macédonien : Лидија Димковска), née le 11 août 1971 à Skopje, est une poétesse, romancière, essayiste et traductrice macédonienne.

## Carrière
Elle étudie la littérature comparée à l'université Saints-Cyrille-et-Méthode de Skopje avant d'obtenir un doctorat en littérature roumaine à l'université de Bucarest. Après avoir enseigné la langue et la littérature de macédonienne à l'université de Bucarest, elle déménage en Slovénie en 2001 pour y enseigner la littérature du monde à l'université de Nova Gorica.
Elle vit actuellement à Ljubljana (Slovénie) où elle travaille comme traductrice indépendante et écrivaine. Ses poèmes, écrits en macédonien et en anglais, sont publiés dans la revue en ligne Blesok.
Elle est jury du Prix littéraire international Vilenica en Slovénie et du Prix international de poésie Zbigniew Herbert.
Son ouvrage traduit en anglais, pH Neutral History, par Ljubica Arsovska et Peggy Reid a été finaliste du Prix du Meilleur livre traduit section poésie de l'université de Rochester.

## Distinctions
- Prix Hubert Burda pour les jeunes poètes d'Europe de l'Est
- Prix international de poésie Tudor Arghezi (Roumanie)
- Prix des écrivains de Macédoine
- Prix de littérature de l'Union européenne[5]

## Œuvres

### Poésie
- (mk) Нобел против Нобел, Borea, 2002